# Inkvizitor (Červený trpaslík)
Inkvizitor (v anglickém originále The Inquisitor) je druhá epizoda páté série (a celkově dvacátá šestá) britského sci-fi sitcomu Červený trpaslík. Poprvé byla odvysílána 27. února 1992 na stanici BBC2.

## Námět
Červeného trpaslíka navštíví Inkvizitor, samoopravovací android, jenž se toulá vesmírem a podrobuje každou žijící bytost soudu, zda vedla plnohodnotný život. Lister s Krytonem jsou Inkvizitorem odsouzeni k zániku, vzpomínky ostatních na ně jsou vymazány. Dvojice se odhodlá samozvanému soudci postavit.

## Děj
Lister si čte komiksovou verzi Vergilovy Aeneidy. Rimmer se mu posmívá, že je to to jediné, co kdy četl kromě leporela. Dave zpochybňuje manévr s trojským koněm a navrhuje rčení danajský dar (podle Řeků) změnit na dacanský dar (podle Trójanů).
Něco se zmocní vlády nad Kosmikem a ten zamíří zpět na Červeného trpaslíka. Je to Inkvizitor, samoopravovací android, jenž navštíví každou duši v dějinách kosmu a podrobí ji soudu, zda vedla užitečný život. Aby byl soud spravedlivý, soudí každého jeho vlastní já. Pokud se dotyčný nedokáže obhájit, je vymazán z historie a nahrazen tím, komu nikdy nebyl dán dar života (neoplodněná vajíčka, spermie, jež neuspěly).
Na Červeném trpaslíku je každý z členů jeho posádky podroben soudu. Rimmer a Kocour jsou sobecká a povrchní stvoření, jež nikdy neměla na to stát se něčím víc (to odporuje dílům, ve kterých vystupuje Arnoldovo alter ego Eso Rimmer) a jejich existence je tak obhájena. Lister a Kryton mohli velice snadno vést mnohem užitečnější život, avšak nikdy se o to ani nepokusili, proto jsou shledáni nehodní své existence. Inkvizitor je nejprve spoutá k sobě okovy na rukou i na nohách, vymaže všechny vzpomínky na ně a vše, co kdy ve svém životě učinili; poté se chystá odstranit i jejich fyzickou podobu.

V poslední chvíli se objeví Kryton z budoucnosti, motorovou pilou uřízne Inkvizitorovi jeho ruku s rukavicí ovládající časoprostorové kontinuum a kopne ji směrem k Listerovi a Krytonovi. Zatímco jim Kryton z budoucnosti vysvětluje, jak bude on (a později tedy i současný Kryton) zabit, rozmáčkne mu Inkvizitor hlavu o stěnu. Jeho poslední slovo, jímž se jim snaží poradit s dešifrováním ovládání rukavice je „Enig“.
Lister s Krytonem uniknou, dorazí k zamčeným dveřím, ale Holly je nepustí dál, protože je již nezná. Později se objeví rovněž Kocour s Rimmerem, kteří na ně již také zapomněli. Rimmer je chce zabít, v čemž mu zabrání nový Lister, jenž zaujal Daveovo místo v časoprostorovém kontinuu. Pak Arnie navrhne, aby je vyvezli nahoru do vězení. Avšak zaútočí na ně Inkvizitor a svými paprsky zabije nového Listera a nového Krytona. Lister sebere ze země ruku nového Listera, jenž byl doslova rozmetán na kusy. Tuto ruku použije k otevření dveří hangáru (ty jsou vybaveny čtečkou papilárních linií) a i s Krytonem se uchýlí do Kosmiku.

Kryton rozluští ovládání Inkvizitorovy rukavice, je to varianta dešifrovacího systému Enigma (jeho poslední slova), pomocí rukavice nechá jejich pouta zestárnout o půl milionu let, ta se tak změní v prach. Do Kosmiku za nimi přijdou Rimmer s Kocourem, rozhodli se postavit na jejich stranu proti Inkvizitorovi.
Všichni se odeberou do skladiště na Červeném trpaslíkovi, kde mají podle Krytona z budoucnosti svést s Inkvizitorem rozhodující bitvu. Kocoura s Rimmerem Inkvizitor zabije, Listera nejprve omladí a pak z něj udělá starce, když se jej chystá vymazat, odláká Kryton jeho pozornost, takže jej Lister může zmrazit paprskem z rukavice.
Kryton se vrátí zpět v čase, aby jim umožnil získat časovou rukavici. Lister mezitím odnese Inkvizitora nad jakousi hlubokou propast na lodi, kde jej pověsí. Když Inkvizitor přijde k sobě, domlouvá Listerovi, že není schopen jej zabít. Dave zapálí provaz, na kterém Inkvizitor visí, ten se přepálí, avšak Lister jej na poslední chvíli zachytí a Inkvizitorovi tak zachrání život. Poté mu vysvětlí, že jej zachránil proto, že jej jako svého zachránce nyní nemůže vymazat z historie, protože jinak by zemřel. Dokonce mu vrátí jeho rukavici času. Inkvizitor však namítá, že pokud jej vymaže, nebude moci jeho život ohrozit zavěšením nad propastí a může jej tedy vygumovat bez rizika. Lister hraje překvapeného a smířeného s osudem, Inkvizitor něco naťuká na své rukavici, avšak paprsek nevyjde prstem, ale zápěstím, jde o zpětný paprsek rukavice času (kterou Kryton přeprogramoval), jenž Inkvizitora vymaže z historie včetně jeho svévolných zásahů do ní. Časoprostorové kontinuum se obnoví, objeví se Kryton, Rimmer a Kocour.

## Kulturní reference
Kryton na počátku epizody popisuje Aeneidu jako "epos o Agamemnónově boji o Helenu Trojskou". Ačkoliv se v ní píše též o Trojském koni, dílo jako celek není o Agamemnonovi či Trojské Heleně (o obou se dočteme více v Homérově Iliadě).
Rimmer přirovná Listera s Krytonem, které Inkvizitor připoutal k sobě k Sydneymu Poitierovi a Tonymu Curtisovi ve filmu Útěk v řetězech.